# Desmonus conjunctus
Desmonus conjunctus är en mångfotingart som beskrevs av Loomis 1959. Desmonus conjunctus ingår i släktet Desmonus och familjen Sphaeriodesmidae. Inga underarter finns listade i Catalogue of Life.